# Popis vrsta roda Rubus
Popis vrsta roda Rubus:
1. Rubus abietinus Sudre
2. Rubus abnormis (Sudre) Juz.
3. Rubus acanthophyllos Focke
4. Rubus acclivitatum W.C.R.Watson
5. Rubus accrescens A.Newton
6. Rubus × acer L.H.Bailey
7. Rubus aciodontus Lefèvre & P.J.Müll.
8. Rubus acridentulus P.J.Müll. ex Boulay
9. Rubus aculeolatus P.J.Müll.
10. Rubus acuminatissimus Hassk.
11. Rubus acuminatus Sm.
12. Rubus acutifolius P.J.Müll.
13. Rubus acutifrons Ley
14. Rubus acutipetalus Lefèvre & P.J.Müll.
15. Rubus adamsii Sudre
16. Rubus adenanthoides A.Newton
17. Rubus adenoleucus Chaboiss.
18. Rubus adenophorus Rolfe
19. Rubus adenothallus Focke
20. Rubus adenotrichos Schltdl.
21. Rubus adscitus Genev.
22. Rubus adspersus Weihe ex H.E.Weber
23. Rubus adulans A.Beek
24. Rubus aenigmaticus Focke
25. Rubus aequalidens A.Newton
26. Rubus aethiopicus R.A.Graham
27. Rubus affinis Weihe & Nees
28. Rubus aggregatus Kaltenb.
29. Rubus aghadergensis D.E.Allen
30. Rubus agricastrorum A.Beek
31. Rubus ahenifolius W.C.R.Watson
32. Rubus aipetriensis Juz.
33. Rubus alaskensis L.H.Bailey
34. Rubus albicomiformis (Sabr.) Fritsch
35. Rubus albicomus Gremli
36. Rubus albiflorus Boulay & Lucand
37. Rubus albionis W.C.R.Watson
38. Rubus alceaefolius S.Vidal
39. Rubus alceifolius Poir.
40. Rubus alexeterius Focke
41. Rubus allanderi H.Hyl. ex Burén & H.E.Weber
42. Rubus allegheniensis Porter
43. Rubus almensis Juz.
44. Rubus almorensis Dunn
45. Rubus alnicolus Sudre
46. Rubus alnifoliolatus H.Lév. & Vaniot
47. Rubus alnifolius Rydb.
48. Rubus alpestris Blume
49. Rubus alterniflorus P.J.Müll. & Lefèvre
50. Rubus altiarcuatus W.C.Barton & Ridd.
51. Rubus amabilis Focke
52. Rubus amamianus Hatus. & Ohwi
53. Rubus ambrosius Trávn. & Oklej.
54. Rubus amiantinus (Focke) A.Först.
55. Rubus amisiensis H.E.Weber
56. Rubus ammobius Buchenau & Focke
57. Rubus amoenus Köhler ex Weihe
58. Rubus amphidasys Focke
59. Rubus amphimalacus H.E.Weber
60. Rubus amphistrophos (Focke) Sabr.
61. Rubus amplificatus Lees
62. Rubus amplifrons Sudre
63. Rubus amplus Fritsch ex Halácsy
64. Rubus andegavensis Bouvet
65. Rubus andersonii Hook.f.
66. Rubus andicola Focke
67. Rubus anglobelgicus D.E.Allen & Vannerom
68. Rubus anglofuscus Edees
69. Rubus angloserpens Edees & A.Newton
70. Rubus angustibracteatus T.T.Yu & L.T.Lu
71. Rubus angusticuspis Sudre
72. Rubus angustifrons Sudre
73. Rubus angustipaniculatus Holub
74. Rubus angustisetus (Sudre) Y.Hesl.-Harr.
75. Rubus anisacanthoides Sudre
76. Rubus anisacanthopsis H.E.Weber
77. Rubus annamensis Cardot
78. Rubus anoplocladus Sudre
79. Rubus antonii (Borbás) Sabr.
80. Rubus apatelus R.Keller
81. Rubus apertiflorus P.J.Müll. ex Boulay
82. Rubus apetalus Poir.
83. Rubus aphidifer A.Beek & K.Meijer
84. Rubus apricus Wimm.
85. Rubus aquarum A.Newton & M.Porter
86. Rubus arabicus (Defleurs) Schweinf.
87. Rubus arachnoideus Y.C.Liu & F.Y.Lu
88. Rubus archboldianus Merr. & L.M.Perry
89. Rubus arctatus P.J.Müll. & Timb.-Lagr.
90. Rubus arcticus L.
91. Rubus arduennensis Lib. ex Lej.
92. Rubus × areschougii A.Blytt
93. Rubus ariconiensis A.Newton & M.Porter
94. Rubus aristisepalus (Sudre) W.C.R.Watson
95. Rubus armeniacus Focke
96. Rubus armipotens W.C.Barton ex A.Newton
97. Rubus arrhenii (Lange) Lange
98. Rubus arrheniiformis W.C.R.Watson
99. Rubus arvinus Lefèvre & P.J.Müll.
100. Rubus asclepiadeus Borbás
101. Rubus asperidens Sudre ex Bouvet
102. Rubus assamensis Focke
103. Rubus × astarae Gilli
104. Rubus atrebatum A.Newton
105. Rubus atrichantherus E.H.L.Krause
106. Rubus atrorubens Wirtg.
107. Rubus atrovinosus H.E.Weber
108. Rubus audax L.H.Bailey
109. Rubus augustus Hormuz.
110. Rubus aurantiacus Focke ex Sarg.
111. Rubus aurantiacus Focke
112. Rubus aureolus Allander
113. Rubus australis G.Forst.
114. Rubus austromoravicus Holub
115. Rubus austroslovacus Trávn.
116. Rubus austrotibetanus T.T.Yu & L.T.Lu
117. Rubus avaloniensis A.Newton & R.D.Randall
118. Rubus averyanus W.C.R.Watson
119. Rubus axillaris Lej. & Courtois
120. Rubus azuayensis Romol.
121. Rubus × babae Naruh.
122. Rubus babingtonianus W.C.R.Watson
123. Rubus babingtonii T.B.Salter
124. Rubus bagnallianus Edees
125. Rubus bakerianus W.C.Barton & Ridd.
126. Rubus bakonyensis Gáyer
127. Rubus balatonicus Borbás
128. Rubus balticus (Focke) E.H.L.Krause
129. Rubus bambusarum Focke
130. Rubus banaticus Nyár.
131. Rubus banghamii Merr.
132. Rubus barbatus Edgew.
133. Rubus barbatus (Sabr.) Fritsch
134. Rubus barberi H.E.Weber
135. Rubus baronicus A.Beek
136. Rubus barrandienicus Holub & Palek
137. Rubus bartonianus M.Peck
138. Rubus bartonii A.Newton
139. Rubus baruthicus H.E.Weber
140. Rubus bavaricus (Focke) Utsch
141. Rubus bavaricus (Focke) Sudre
142. Rubus bayeri Focke
143. Rubus beccarii Focke
144. Rubus beckii Halácsy
145. Rubus begoniifolius Holuby
146. Rubus beijerinckii K.Meijer
147. Rubus beirensis (Samp.) Samp.
148. Rubus benguetensis Elmer
149. Rubus bertramii G.Braun
150. Rubus bertramii G.Braun ex Focke
151. Rubus betckei T.Marsson
152. Rubus betonicifolius Focke
153. Rubus bicolorispinosus Nyár.
154. Rubus biflorus Buch.-Ham. ex Sm.
155. Rubus × biformispinus Blanch.
156. Rubus bifrons Vest
157. Rubus biloensis A.Newton & M.Porter
158. Rubus biserratus P.J.Müll. ex Boulay
159. Rubus blepharoneurus Cardot
160. Rubus bloxamianus Coleman ex Purchas
161. Rubus bloxamii (Bab.) Lees
162. Rubus bogotensis Kunth
163. Rubus bohemiicola Holub & Palek ex Holub
164. Rubus bohemopolonicus Trávn. & Ziel.
165. Rubus boliviensis Focke
166. Rubus bollei Focke
167. Rubus bombycinus Matzke-Hajek
168. Rubus bonatianus Focke
169. Rubus boninensis Koidz.
170. Rubus bonus-henricus Matzke-Hajek
171. Rubus boraeanus Genev.
172. Rubus botryeros (Focke ex W.M.Rogers) W.M.Rogers
173. Rubus boudiccae A.L.Bull & Edees
174. Rubus boulayi (Sudre) W.C.R.Watson
175. Rubus bovinus A.Beek & H.E.Weber
176. Rubus brachystemon Heimerl
177. Rubus bracteosus Weihe ex Lej. & Courtois
178. Rubus braeuckeri G.Braun
179. Rubus braeuckeriformis H.E.Weber
180. Rubus brasiliensis Mart.
181. Rubus brdensis Holub
182. Rubus breconensis W.C.R.Watson
183. Rubus bregutiensis A.Kern. ex Focke
184. Rubus brevipetiolatus T.T.Yu & L.T.Lu
185. Rubus brevistaminosus Edees & A.Newton
186. Rubus breyninus Beck
187. Rubus briareus Focke
188. Rubus brigantinus Samp.
189. Rubus briggsianus (W.M.Rogers) W.M.Rogers
190. Rubus briggsii A.Bloxam
191. Rubus britannicus W.M.Rogers
192. Rubus buchtienii Focke
193. Rubus bucknallii J.W.White
194. Rubus buergeri Miq.
195. Rubus buhnensis (G.Braun ex Focke) G.Braun
196. Rubus bullatus Rusby
197. Rubus caeresiensis Sudre & Grav.
198. Rubus caeruleicaulis Sudre
199. Rubus caesarius D.E.Allen
200. Rubus caesius L.
201. Rubus caflischii Focke
202. Rubus calcareus P.J.Müll.
203. Rubus caldasianus Samp.
204. Rubus × calopalmatus Naruh. & H.Masaki
205. Rubus calophyllus C.B.Clarke
206. Rubus calotemnus A.Beek
207. Rubus calothyrsus A.Beek
208. Rubus calvarii Hormuz.
209. Rubus calvatus Lees ex A.Bloxam
210. Rubus calvus H.E.Weber
211. Rubus calycacanthus H.Lév.
212. Rubus calycinoides Kuntze
213. Rubus calycinus Wall. ex D.Don
214. Rubus calyculatus Kaltenb.
215. Rubus cambrensis W.C.R.Watson
216. Rubus campaniensis Winkel ex A.Beek
217. Rubus canadensis L.
218. Rubus canaliculatus P.J.Müll.
219. Rubus canduliger Bijlsma & Haveman
220. Rubus caninitergi H.E.Weber
221. Rubus cantabrigiensis A.L.Bull & A.C.Leslie
222. Rubus canterburiensis Edees
223. Rubus cantianus (W.C.R.Watson) Edees & A.Newton
224. Rubus capparidopsis Hormuz.
225. Rubus capricollensis (Sprib.) Sprib.
226. Rubus cardiophyllus Lefèvre & P.J.Müll.
227. Rubus carduelis Matzke-Hajek
228. Rubus carinthiacus Halácsy
229. Rubus carneus Sabr.
230. Rubus carnkiefensis Rilstone
231. Rubus caroli Beck
232. Rubus carpinetorum Freyn
233. Rubus cartalinicus Juz.
234. Rubus casparyi Wirtg.
235. Rubus castaneifolius Sabr.
236. Rubus castellarnaui Pau
237. Rubus × castoreus (Laest.) Fr.
238. Rubus castranus Samp.
239. Rubus castrensis Wolley-Dod
240. Rubus castroviejoi Mon.-Huelin
241. Rubus caucasicus Focke
242. Rubus caucasigenus (Sudre) Juz.
243. Rubus caudatisepalus Calderón
244. Rubus caudifolius Wuzhi
245. Rubus cavatifolius P.J.Müll. ex Boulay
246. Rubus celticus A.Newton
247. Rubus celtidifolius Focke ex Gremli
248. Rubus centrobohemicus Holub
249. Rubus centronotus A.Kern.
250. Rubus ceratifolius A.Beek
251. Rubus cerdicii D.E.Allen
252. Rubus ceticus Halácsy
253. Rubus chaerophylloides Sprib.
254. Rubus chaerophyllus Sagorski & W.Schultze
255. Rubus chaetophorus Cardot
256. Rubus chamaemorus L.
257. Rubus chambicus Rolfe
258. Rubus chapmanianus Kupicha
259. Rubus chenonii Sudre
260. Rubus chevalieri Cardot
261. Rubus chiliadenus Focke
262. Rubus chingii Hu
263. Rubus chloocladus W.C.R.Watson
264. Rubus chloophyllus Sudre
265. Rubus chlorocladus Sabr.
266. Rubus chlorostachys P.J.Müll.
267. Rubus chlorothyrsos Focke
268. Rubus choachiensis A.Berger
269. Rubus christiansenorum H.E.Weber
270. Rubus chroosepalus Focke
271. Rubus chrysobotrys Hand.-Mazz.
272. Rubus chrysogaeus P.Royen
273. Rubus chrysophyllus Reinw. ex Miq.
274. Rubus chrysoxylon (W.M.Rogers) W.M.Rogers
275. Rubus cimbricus Focke
276. Rubus cinclidodictyus Cardot
277. Rubus cinerascens Weihe ex Lej. & Courtois
278. Rubus cinerosiformis Rilstone
279. Rubus cinerosus W.M.Rogers
280. Rubus circipanicus E.H.L.Krause
281. Rubus cirlioarae Nyár.
282. Rubus cissburiensis W.C.Barton & Ridd.
283. Rubus cissoides A.Cunn.
284. Rubus clementis Merr.
285. Rubus clivicola E.Walker
286. Rubus clusii Borbás
287. Rubus coccinatus K.Meijer
288. Rubus cochinchinensis Tratt.
289. Rubus cochlearis Matzke-Hajek
290. Rubus cockburnianus Hemsl.
291. Rubus colemannii A.Bloxam
292. Rubus collicola Sudre
293. Rubus × collinus DC.
294. Rubus columellaris Tutcher
295. Rubus commutatus G.Braun
296. Rubus compactus Benth.
297. Rubus conchyliatus Focke
298. Rubus condensatiformis H.E.Weber
299. Rubus condensatus P.J.Müll.
300. Rubus conduplicatus Duthie ex J.H.Veitch
301. Rubus confertiflorus W.C.R.Watson
302. Rubus confusidens H.E.Weber
303. Rubus conjungens (Bab.) W.M.Rogers
304. Rubus conothyrsoides H.E.Weber
305. Rubus conspersus W.C.R.Watson
306. Rubus conspicuus P.J.Müll. ex Wirtg.
307. Rubus constrictus Lefèvre & P.J.Müll.
308. Rubus conterminus Sudre
309. Rubus contiguus (Gelert) Raunk.
310. Rubus contractipes H.E.Weber
311. Rubus contritidens A.Beek & K.Meijer
312. Rubus coombensis Rilstone
313. Rubus cooperi D.G.Long
314. Rubus copelandii Merr.
315. Rubus corbierei Boulay
316. Rubus corchorifolius L.f.
317. Rubus cordatifolius (W.M.Rogers ex Ridd.) D.E.Allen
318. Rubus cordifolius Weihe & Nees
319. Rubus cordiformis H.E.Weber & Martensen
320. Rubus coreanus Miq.
321. Rubus coriaceus Poir.
322. Rubus coriifolius Liebm.
323. Rubus coriifrons (Sabr.) Hayek
324. Rubus cornubiensis (W.M.Rogers ex Ridd.) Rilstone
325. Rubus coronatus Boulay
326. Rubus correctispinosus H.E.Weber
327. Rubus corylinus P.J.Müll.
328. Rubus costaricanus Liebm.
329. Rubus cotteswoldensis W.C.Barton & Ridd.
330. Rubus couchii Rilstone ex D.E.Allen
331. Rubus crassidens H.E.Weber
332. Rubus crassifolius T.T.Yu & L.T.Lu
333. Rubus crassus Holuby
334. Rubus crataegifolius Bunge
335. Rubus crepinii Sudre
336. Rubus crespignyanus W.C.R.Watson
337. Rubus crimaeus Juz.
338. Rubus crispomarginatus Holub
339. Rubus crispus Lefèvre & P.J.Müll.
340. Rubus croceacanthus H.Lév.
341. Rubus crucimontis Hayek
342. Rubus crudelis W.C.R.Watson
343. Rubus cruentatus P.J.Müll. ex Focke
344. Rubus ctenodon (Sabr.) Fritsch
345. Rubus cubirianus (H.E.Weber) G.H.Loos
346. Rubus cuiedensis Nyár.
347. Rubus cumbrensis A.Newton
348. Rubus cumingii Kuntze
349. Rubus cunctator Focke
350. Rubus cuneifolius Pursh
351. Rubus curvaciculatus Walsemann ex H.E.Weber
352. Rubus curvidens Ley
353. Rubus curvispinosus Edees & A.Newton
354. Rubus cuspidatus P.J.Müll.
355. Rubus cuspidifer P.J.Müll. & Lefèvre
356. Rubus cyclomorphus H.E.Weber
357. Rubus cyclops Mon.-Huelin
358. Rubus cymosus Rydb.
359. Rubus cyri Juz.
360. Rubus dalibarda L.
361. Rubus daltrii Edees & Rilstone
362. Rubus damieni H.Lév.
363. Rubus darssensis Henker & Kiesew.
364. Rubus dasycladus A.Kern.
365. Rubus dasycoccus W.C.R.Watson
366. Rubus dasyphyllus (W.M.Rogers) E.S.Marshall
367. Rubus daveyi Rilstone
368. Rubus dechenii Wirtg.
369. Rubus decurrentispinus H.E.Weber
370. Rubus decurtatus P.J.Müll.
371. Rubus decussatus W.C.Barton ex A.Newton
372. Rubus delavayi Franch.
373. Rubus delectus P.J.Müll. & Wirtg.
374. Rubus deliciosus Torr.
375. Rubus × deltoideus P.J.Müll.
376. Rubus dentatifolius (Briggs) W.C.R.Watson
377. Rubus derasifolius Sudre
378. Rubus deruyveri Vannerom & E.Jacques
379. Rubus desarmatus A.Beek
380. Rubus dethardingii E.H.L.Krause
381. Rubus devitatus Matzke-Hajek
382. Rubus devoniensis (Focke ex W.M.Rogers) W.M.Rogers
383. Rubus diclinis F.Muell.
384. Rubus dierschkeanus H.E.Weber
385. Rubus diffusus Sanadze
386. Rubus diminutus Gáyer
387. Rubus discernendus (Sudre) Sudre
388. Rubus dissimulans Lindeb.
389. Rubus distortifolius Matzke-Hajek
390. Rubus distractiformis A.Newton
391. Rubus distractus P.J.Müll. ex Wirtg.
392. Rubus divaricatus P.J.Müll.
393. Rubus × divergens P.J.Müll.
394. Rubus diversiarmatus W.C.R.Watson
395. Rubus diversus W.C.R.Watson
396. Rubus × dobuniensis Sudre & Ley
397. Rubus doerrii H.E.Weber
398. Rubus doftanensis Nyár.
399. Rubus dolichocarpus Juz.
400. Rubus dolichophyllus Hand.-Mazz.
401. Rubus doyonensis Hand.-Mazz.
402. Rubus drautensis Nyár.
403. Rubus drejeri Jensen ex Lange
404. Rubus drenthicus A.Beek & K.Meijer
405. Rubus drymophilus P.J.Müll. & Lefèvre
406. Rubus dumnoniensis Bab.
407. Rubus dunensis W.M.Rogers
408. Rubus dunnii F.P.Metcalf
409. Rubus durescens W.R.Linton
410. Rubus durotrigum R.P.Murray
411. Rubus eboracensis W.C.R.Watson
412. Rubus ebudensis A.Newton
413. Rubus echinatus Lindl.
414. Rubus echinosepalus H.E.Weber
415. Rubus edeesii H.Weber & A.L.Bull
416. Rubus eduardii Borbás
417. Rubus efferatus Craib
418. Rubus effrenatus A.Newton
419. Rubus eglandulosus Lefèvre & P.J.Müll.
420. Rubus egregius Focke
421. Rubus egregiusculus (Frid. & Gelert) E.H.L.Krause
422. Rubus ehrnsbergeri H.E.Weber
423. Rubus eiderianus (Frid.) H.E.Weber
424. Rubus eifeliensis Wirtg.
425. Rubus elatior Focke ex Gremli
426. Rubus elegans P.J.Müll.
427. Rubus elegantispinosus (A.Schumach.) H.E.Weber
428. Rubus ellipticus Sm.
429. Rubus elongatus Sm.
430. Rubus eluxatus Neuman
431. Rubus epipsilos Focke
432. Rubus erinulus A.Beek
433. Rubus eriocarpus Liebm.
434. Rubus eriostachys P.J.Müll. & Lefèvre
435. Rubus erlangeri Engl.
436. Rubus errabundus W.C.R.Watson
437. Rubus erubescens Wirtg.
438. Rubus erythrocarpus T.T.Yu & L.T.Lu
439. Rubus erythroclados Mart. ex Hook.f.
440. Rubus erythrops Edees & A.Newton
441. Rubus erythrostachys (Sabr.) Halácsy
442. Rubus × esfandiarii Gilli
443. Rubus euanthinus W.C.R.Watson
444. Rubus eucalyptus Focke
445. Rubus euchloos Focke
446. Rubus × eumorphus Kupcsok & Sabr.
447. Rubus euryanthemus W.C.R.Watson
448. Rubus eurythyrsiger Juz.
449. Rubus eustephanos Focke
450. Rubus evagatus Sudre
451. Rubus exarmatus H.E.Weber & W.Jansen
452. Rubus exornatus Nyár.
453. Rubus exstans Walsemann & Stohr
454. Rubus faberi Focke
455. Rubus fabrimontanus (Sprib.) Sprib.
456. Rubus fagetanus Nyár.
457. Rubus fagifolius Cham. & Schltdl.
458. Rubus fairholmianus Gardner
459. Rubus fanjingshanensis L.T.Lu
460. Rubus fasciculatiformis H.E.Weber
461. Rubus fasciculatus P.J.Müll.
462. Rubus feddei H.Lév. & Vaniot
463. Rubus fellatae A.Chev.
464. Rubus ferdinandimuelleri Focke
465. Rubus ferocior H.E.Weber
466. Rubus ferox Vest
467. Rubus festii H.E.Weber
468. Rubus festivus P.J.Müll. & Wirtg. ex Focke
469. Rubus fictus Sudre
470. Rubus fimbrifolius P.J.Müll. & Wirtg. ex Focke
471. Rubus fioniae Frid.
472. Rubus firmus Frid. & Gelert ex Utsch
473. Rubus fissipetalus P.J.Müll.
474. Rubus fissus Lindl.
475. Rubus flaccidifolius P.J.Müll.
476. Rubus flaccidus P.J.Müll.
477. Rubus flagellaris Willd.
478. Rubus flagelliflorus Focke
479. Rubus flavescens P.J.Müll. & Lefèvre
480. Rubus × flavinanus Blanch.
481. Rubus flexuosus P.J.Müll. & Lefèvre
482. Rubus floribundus Kunth
483. Rubus × floricomus Blanch.
484. Rubus florulentus Focke
485. Rubus flosculosus Focke
486. Rubus fockeanus Kurz
487. Rubus foersteri Matzke-Hajek
488. Rubus foliaceistipulatus T.T.Yu & L.T.Lu
489. Rubus foliosus Weihe
490. Rubus fontivagus (Sudre) Prain
491. Rubus formidabilis Lefèvre & P.J.Müll.
492. Rubus formosensis Kuntze
493. Rubus forrestianus Hand.-Mazz.
494. Rubus fragariiflorus P.J.Müll.
495. Rubus fragrans Focke
496. Rubus franchetianus H.Lév.
497. Rubus franconicus H.E.Weber
498. Rubus × fraseri Rehder
499. Rubus fraxinifoliolus Hayata
500. Rubus fraxinifolius Poir.
501. Rubus frederici A.Beek
502. Rubus friesiorum Gust.
503. Rubus frisicus (Frid. ex Focke) Focke
504. Rubus fritschii Sabr.
505. Rubus fruticosus L.
506. Rubus fuernrohrii H.E.Weber
507. Rubus fujianensis T.T.Yu & L.T.Lu
508. Rubus furnarius W.C.Barton & Ridd.
509. Rubus furvicolor Focke
510. Rubus furvus Sudre
511. Rubus fuscicaulis Edees
512. Rubus fuscicortex Sudre
513. Rubus fuscifolius T.T.Yu & L.T.Lu
514. Rubus fuscoater Weihe
515. Rubus fuscorubens Focke
516. Rubus fuscoviridis Rilstone
517. Rubus fuscus Weihe
518. Rubus gachetensis A.Berger
519. Rubus galeatus H.E.Weber
520. Rubus galloecicus Pau
521. Rubus gallofuscus A.Newton & M.Porter
522. Rubus gardenerianus Kuntze
523. Rubus gariannensis A.L.Bull
524. Rubus garrulimontis Hormuz.
525. Rubus gelertii Frid.
526. Rubus geminatus H.E.Weber
527. Rubus genevieri Boreau
528. Rubus geniculatus Kaltenb.
529. Rubus geoides Sm.
530. Rubus gerezianus Samp. ex Cout.
531. Rubus geromensis P.J.Müll.
532. Rubus ghanakantae R.S.Rao & J.Joseph
533. Rubus gillotii Boulay
534. Rubus gizellae Borbás
535. Rubus glabratus Kunth
536. Rubus glabricarpus W.C.Cheng
537. Rubus glandisepalus H.E.Weber
538. Rubus glandithyrsos G.Braun
539. Rubus glandulifer N.P.Balakr.
540. Rubus glanduliger W.C.R.Watson
541. Rubus glandulosocalycinus Hayata
542. Rubus glandulosocarpus M.X.Nie
543. Rubus glareosus W.M.Rogers
544. Rubus glaucellus Sudre
545. Rubus glaucifolius Kellogg
546. Rubus glauciformis Gust. ex H.Hyl.
547. Rubus glaucovirens G.Maass
548. Rubus glaucus Benth.
549. Rubus glomeratus Blume
550. Rubus gloriosus A.Beek
551. Rubus glossoides H.E.Weber & Stohr
552. Rubus glottocalyx Beck
553. Rubus gneissogenes Sudre
554. Rubus godronii Lecoq & Lamotte
555. Rubus gongshanensis T.T.Yu & L.T.Lu
556. Rubus goniophorus H.E.Weber
557. Rubus gothicus Frid. & Gelert ex E.H.L.Krause
558. Rubus grabowskii Weihe ex Günther, Grab. & Wimm.
559. Rubus gracilis J.Presl & C.Presl
560. Rubus graecensis W.Maurer
561. Rubus grandiflorus Nyár.
562. Rubus grandipaniculatus T.T.Yu & L.T.Lu
563. Rubus graniticola Halácsy ex Topitz
564. Rubus × grantii Gilli
565. Rubus granulatus Lefèvre & P.J.Müll.
566. Rubus gratiosus P.J.Müll. & Lefèvre
567. Rubus gratus Focke
568. Rubus gravetii (Boulay) W.C.R.Watson
569. Rubus grayanus Maxim.
570. Rubus greinenis Halácsy ex Topitz
571. Rubus gremblichii Halácsy
572. Rubus gremlii Focke
573. Rubus gressittii F.P.Metcalf
574. Rubus griesiae H.E.Weber
575. Rubus griffithianus W.M.Rogers
576. Rubus griffithii Hook.f.
577. Rubus griseus L.H.Bailey
578. Rubus grossbaueri Beck
579. Rubus grypoacanthus Lefèvre & P.J.Müll.
580. Rubus guentheri Weihe
581. Rubus guestphalicus (Focke) Utsch
582. Rubus gunnianus Hook.
583. Rubus guttifer Trávn. & Holub
584. Rubus guyanensis Focke
585. Rubus gyamdaensis L.T.Lu & Boufford
586. Rubus hadracanthus G.Braun
587. Rubus hadrocarpus Standl. & Steyerm.
588. Rubus haesitans Mart. & Walsemann
589. Rubus haeupleri H.E.Weber
590. Rubus hakonensis Franch. & Sav.
591. Rubus halacsyi Borbás ex Halácsy
592. Rubus hallandicus (Gabr. ex F.Aresch.) Neuman
593. Rubus halsteadensis W.C.R.Watson
594. Rubus hamatulus (Sabr.) Hayek
595. Rubus hamiltonii Hook.f.
596. Rubus hanceanus Kuntze
597. Rubus hantonensis D.E.Allen
598. Rubus haridasanii Chand.Gupta & S.S.Dash
599. Rubus hartmanii Gand.
600. Rubus hasbaniensis Vannerom
601. Rubus hassicus H.E.Weber
602. Rubus hasskarlii Miq.
603. Rubus hastifer H.E.Weber
604. Rubus hastifolius H.Lév. & Vaniot
605. Rubus hastiformis W.C.R.Watson
606. Rubus hawaiensis A.Gray
607. Rubus hebecarpus P.J.Müll.
608. Rubus hebecaulis Sudre
609. Rubus hebridensis Edees
610. Rubus hedycarpus Focke
611. Rubus helveticus Gremli
612. Rubus hemistemon P.J.Müll. ex Boulay
613. Rubus hemithyrsus Hand.-Mazz.
614. Rubus henkeri H.E.Weber & Kiesew.
615. Rubus henrici-egonis Holub
616. Rubus henrici-weberi A.Beek
617. Rubus henriquesii Samp.
618. Rubus henryi Hemsl. & Kuntze
619. Rubus hercynicus G.Braun
620. Rubus herefordensis Sudre
621. Rubus herzogii Focke
622. Rubus hesperius W.M.Rogers
623. Rubus heterobelus Sudre
624. Rubus heterosepalus Merr.
625. Rubus hevellicus (E.H.L.Krause) E.H.L.Krause
626. Rubus hexagynus Roxb.
627. Rubus hibernicus (W.M.Rogers) W.M.Rogers
628. Rubus hillebrandii H.Lév.
629. Rubus hillii F.Muell.
630. Rubus hilsianus H.E.Weber
631. Rubus hindii A.L.Bull
632. Rubus × hiraseanus Makino
633. Rubus hirsutior Fitschen ex H.E.Weber
634. Rubus hirsutissimus (Sudre & Ley) W.C.R.Watson
635. Rubus hirsutus Thunb.
636. Rubus hirtifolius P.J.Müll. & Wirtg.
637. Rubus hirtimimus Juz.
638. Rubus hirtus Waldst. & Kit.
639. Rubus hispidissimus Sudre
640. Rubus hispidus L.
641. Rubus histriculus H.E.Weber
642. Rubus hobroensis A.Pedersen & Schou
643. Rubus hochstetterorum Seub.
644. Rubus hoffmeisterianus Kunth & C.D.Bouché
645. Rubus holandrei P.J.Müll.
646. Rubus holerythrus Focke
647. Rubus holochloroides Sudre & Sabr.
648. Rubus × holochloropsis Sudre
649. Rubus holosericeus Vest
650. Rubus holtenii Kuntze
651. Rubus holzfuszii Sprib.
652. Rubus horrefactus P.J.Müll. & Lefèvre
653. Rubus horridulus P.J.Müll. ex Boulay
654. Rubus horridus Schultz
655. Rubus horripilus Lefèvre & P.J.Müll.
656. Rubus hosseusii H.Lév.
657. Rubus hostilis P.J.Müll. & Wirtg.
658. Rubus howii Merr. & Chun
659. Rubus hrubyi Rohlena
660. Rubus huangpingensis T.T.Yu & L.T.Lu
661. Rubus humifusus Weihe
662. Rubus humistratus Steud.
663. Rubus humulifolius C.A.Mey.
664. Rubus hunanensis Hand.-Mazz.
665. Rubus hylanderi Martensen & A.Pedersen
666. Rubus hylocharis W.C.R.Watson
667. Rubus hylonomus Lefèvre & P.J.Müll.
668. Rubus hylophilus Ripart ex Genev.
669. Rubus hypomalacus Focke
670. Rubus hypopitys Focke
671. Rubus hyposericeus Sudre
672. Rubus hyrcanus Juz.
673. Rubus hystrix Weihe
674. Rubus ibericus Juz.
675. Rubus iceniensis A.Newton & H.E.Weber
676. Rubus ichangensis Hemsl. & Kuntze
677. Rubus ictus L.H.Bailey
678. Rubus idaeifolius Thuan
679. Rubus × idaeoides Ruthe
680. Rubus idaeopsis Focke
681. Rubus idaeus L.
682. Rubus ignoratus H.E.Weber
683. Rubus ikenoensis H.Lév. & Vaniot
684. Rubus illecebrosus Focke
685. Rubus imbellis Matzke-Hajek
686. Rubus imbricatus Anon.
687. Rubus imitans H.E.Weber
688. Rubus × immanis Ashe
689. Rubus immixtus Gust.
690. Rubus immodicus A.Schumach. ex H.E.Weber
691. Rubus imperialis Cham. & Schltdl.
692. Rubus impolitus Sudre
693. Rubus impressinervus F.P.Metcalf
694. Rubus incarnatus P.J.Müll.
695. Rubus incisior H.E.Weber
696. Rubus incurvatiformis Edees
697. Rubus incurvatus Bab.
698. Rubus indicissus Focke
699. Rubus indicus Thunb.
700. Rubus indotatus Gremli
701. Rubus indusiatus Focke
702. Rubus indutus Boulay & Vendrely
703. Rubus infestior Edees
704. Rubus infestisepalus Edees & A.Newton
705. Rubus infestus Weihe ex Boenn.
706. Rubus informifolius Edees
707. Rubus infrarugosus (Sudre) Prain
708. Rubus innominatus S.Moore
709. Rubus inopacatus P.J.Müll. & Lefèvre
710. Rubus inopertus (Focke) Focke
711. Rubus insectifolius Lefèvre & P.J.Müll.
712. Rubus insericatus P.J.Müll. ex Wirtg.
713. Rubus insignis Hook.f.
714. Rubus insolatus P.J.Müll.
715. Rubus insulariopsis H.E.Weber
716. Rubus insularis F.Aresch.
717. Rubus integribasis P.J.Müll. ex Boulay
718. Rubus intensior Edees
719. Rubus intercurrens Gust.
720. Rubus intermittens F.Bolle
721. Rubus interruptus Sudre
722. Rubus intricatus P.J.Müll.
723. Rubus iodnephes W.C.R.Watson
724. Rubus irasuensis Liebm.
725. Rubus irenaeus Focke
726. Rubus iricus W.M.Rogers
727. Rubus iringanus Gust.
728. Rubus irritans Focke
729. Rubus iscanus A.Newton & M.Porter
730. Rubus ischyracanthus Cardot
731. Rubus istricus Posp.
732. Rubus iuvenis A.Beek
733. Rubus jambosoides Hance
734. Rubus jansenii H.E.Weber
735. Rubus jianensis L.T.Lu & Boufford
736. Rubus jinfoshanensis T.T.Yu & L.T.Lu
737. Rubus joannis Beck
738. Rubus josefianus H.E.Weber
739. Rubus josholubii H.E.Weber
740. Rubus juennensis Leute & W.Maurer
741. Rubus × kalaidae Juz.
742. Rubus kaltenbachii Metsch
743. Rubus × karakalensis Freyn
744. Rubus kawakamii Hayata
745. Rubus keleterios P.Royen
746. Rubus kelleri Halácsy
747. Rubus keniensis Standl.
748. Rubus × kenoensis Koidz.
749. Rubus khasianus Cardot
750. Rubus kiesewetteri Henker
751. Rubus killipii A.Berger
752. Rubus kirungensis Engl.
753. Rubus kisoensis Nakai
754. Rubus kletensis M.Lepí & P.Lepí
755. Rubus klimmekianus Matzke-Hajek
756. Rubus × knappianus A.Spiers & J.D.Arm.
757. Rubus koehleri Weihe
758. Rubus koehnei H.Lév.
759. Rubus krasanii Sabr.
760. Rubus kuleszae Ziel.
761. Rubus kumaonensis N.P.Balakr.
762. Rubus × kupcokianus Borbás ex Kupcsok
763. Rubus kwangsiensis H.L.Li
764. Rubus laceratus P.J.Müll.
765. Rubus lacustris W.M.Rogers
766. Rubus laegaardii Romol.
767. Rubus laetecoloratus Nyár.
768. Rubus laetus E.F.Linton
769. Rubus laevicaulis A.Beek
770. Rubus lagerbergii Lindeb.
771. Rubus × lahidjanensis Rech.f.
772. Rubus lainzii H.E.Weber
773. Rubus lambertianus Ser.
774. Rubus lamburnensis Rilstone
775. Rubus lamprophyllus Gremli
776. Rubus lanaticaulis Edees & A.Newton
777. Rubus landoltii H.E.Weber
778. Rubus langei Jensen ex Focke
779. Rubus langei Jensen ex Frid. & Gelert
780. Rubus lanuginosus Steven ex Ser.
781. Rubus lanyuensis Hung T.Chang
782. Rubus largificus W.C.R.Watson
783. Rubus lasiandrus H.E.Weber
784. Rubus lasiocladus (Focke) W.M.Rogers
785. Rubus lasiococcus A.Gray
786. Rubus lasiodermis Sudre
787. Rubus lasiostylus Focke
788. Rubus lasiothyrsus (Sudre) Sudre
789. Rubus lasiotrichos Focke
790. Rubus lasquiensis Sprib.
791. Rubus latiarcuatus W.C.R.Watson
792. Rubus latifolius Bab.
793. Rubus latisedes Meierott
794. Rubus latoauriculatus F.P.Metcalf
795. Rubus laxatifrons W.C.R.Watson
796. Rubus laxiflorus P.J.Müll. & Lefèvre
797. Rubus laxus Focke
798. Rubus lechleri Focke
799. Rubus leightonii Lees ex Leight.
800. Rubus leiningeri W.Lang
801. Rubus lentiginosus Lees
802. Rubus lepidulus (Sudre) Juz.
803. Rubus leptostemon Juz.
804. Rubus leptothyrsos G.Braun
805. Rubus lesdainii Sudre ex Gand.
806. Rubus lettii W.M.Rogers
807. Rubus leucandriformis Edees & A.Newton
808. Rubus leucandrus Focke
809. Rubus leucanthus Hance
810. Rubus leucocarpus Arn.
811. Rubus leucodermis Douglas ex Torr. & A.Gray
812. Rubus leucophaeus P.J.Müll.
813. Rubus leucostachys Schleich. ex Sm.
814. Rubus leyanus W.M.Rogers
815. Rubus libertianus Weihe ex Lej. & Courtois
816. Rubus lichuanensis T.T.Yu & L.T.Lu
817. Rubus lidforssii (Gelert) Lange
818. Rubus liebmannii Focke
819. Rubus lignicensis Figert
820. Rubus lilacinus Wirtg.
821. Rubus limitis Matzke-Hajek & H.Grossh.
822. Rubus lindebergii P.J.Müll.
823. Rubus lindleianus Lees
824. Rubus lineatus Reinw. ex Blume
825. Rubus lipovensis Nyár.
826. Rubus lishuiensis T.T.Yu & L.T.Lu
827. Rubus liubensis W.Maurer
828. Rubus liui Yuen P.Yang & S.Y.Lu
829. Rubus lividus G.Braun
830. Rubus lobatidens H.E.Weber & Stohr
831. Rubus lobatus T.T.Yu & L.T.Lu
832. Rubus lobophyllus C.Shih ex F.P.Metcalf
833. Rubus loehrii Wirtg.
834. Rubus loganobaccus L.H.Bailey
835. Rubus lohfauensis F.P.Metcalf
836. Rubus londinensis (W.M.Rogers) W.C.R.Watson
837. Rubus longebracteatus Nyár.
838. Rubus longepedicellatus (Gust.) C.H.Stirt.
839. Rubus longicuspis P.J.Müll. ex Genev.
840. Rubus longifrons W.C.R.Watson
841. Rubus longior A.Beek
842. Rubus longipetiolatus Sanadze
843. Rubus longisepalus P.J.Müll.
844. Rubus longithyrsiger Lees ex Focke
845. Rubus longus (W.M.Rogers & Ley) A.Newton
846. Rubus loosii H.E.Weber
847. Rubus lorentzianus Pulle
848. Rubus louettensis (Sudre & Grav.) Prain
849. Rubus lowii Stapf
850. Rubus loxensis Benth.
851. Rubus lucens Focke
852. Rubus lucensis H.E.Weber & Mon.-Huelin
853. Rubus lucentifolius Ziel. & Kosinski
854. Rubus luchunensis T.T.Yu & L.T.Lu
855. Rubus lucidus Rydb.
856. Rubus ludensis W.C.R.Watson
857. Rubus ludwigii Eckl. & Zeyh.
858. Rubus luminosus Martensen
859. Rubus lumnitzeri (Sabr.) Fritsch
860. Rubus lusaticus Rostock
861. Rubus lusitanicus R.P.Murray
862. Rubus lutescens Franch.
863. Rubus luzoniensis Merr.
864. Rubus maassii Focke ex Bertram
865. Rubus macer H.E.Weber
866. Rubus macgregorii F.Muell.
867. Rubus macilentus Jacquem. ex Cambess.
868. Rubus macraei A.Gray
869. Rubus macranthelos T.Marsson
870. Rubus macrocalyx Halácsy
871. Rubus macrodontus P.J.Müll.
872. Rubus macrogongylus Focke
873. Rubus macrophyllus Weihe & Nees
874. Rubus macrostachys P.J.Müll.
875. Rubus macrothyrsus Lange
876. Rubus macvaughianus Rzed. & Calderón
877. Rubus magnisepalus K.Meijer
878. Rubus magurensis Nyár.
879. Rubus majusculus (Sudre) Sudre
880. Rubus malagassus Focke
881. Rubus malifolius Focke
882. Rubus malipoensis T.T.Yu & L.T.Lu
883. Rubus malvaceus Focke
884. Rubus malvernicus Edees
885. Rubus mandonii Focke
886. Rubus maranensis (Samp.) Samp.
887. Rubus margaritae Gáyer
888. Rubus marianus (E.H.L.Krause) H.E.Weber
889. Rubus marschallianus Juz.
890. Rubus marshallii Focke & W.M.Rogers
891. Rubus marssonianus H.E.Weber
892. Rubus martensenii H.E.Weber
893. Rubus × masakii Naruh.
894. Rubus maximiformis H.E.Weber
895. Rubus × maximowiczii Kuntze
896. Rubus maximus T.Marsson
897. Rubus mearnsii Elmer
898. Rubus megacarpus P.Royen
899. Rubus megalococcus Focke
900. Rubus meierottii H.E.Weber
901. Rubus melanocladus (Sudre) Ridd.
902. Rubus melanodermis Focke ex W.M.Rogers
903. Rubus melanoxylon P.J.Müll. & Wirtg.
904. Rubus menglaensis T.T.Yu & L.T.Lu
905. Rubus mercicus Bagn.
906. Rubus mercieri Genev.
907. Rubus merinoi Pau ex Merino
908. Rubus merlinii A.Newton & M.Porter
909. Rubus mesogaeus Focke
910. Rubus metallorum Margetts
911. Rubus metoensis T.T.Yu & L.T.Lu
912. Rubus metschii Focke
913. Rubus micans Godr.
914. Rubus microbelus Sudre
915. Rubus microdontus P.J.Müll. & Lefèvre
916. Rubus micropetalus Gardner
917. Rubus microphyllus L.f.
918. Rubus microstachys Boulay
919. Rubus milesianus D.E.Allen
920. Rubus milfordensis Edees
921. Rubus minusculus H.Lév. & Vaniot
922. Rubus minutidentatus Sudre
923. Rubus minutiflorus P.J.Müll.
924. Rubus miostylus Boulay
925. Rubus mirus L.H.Bailey
926. Rubus × miscix L.H.Bailey
927. Rubus miser Liebm.
928. Rubus miszczenkoi Juz.
929. Rubus moestifrons Juz.
930. Rubus moestus Holuby
931. Rubus moldavicus Nyár.
932. Rubus mollifrons Focke
933. Rubus mollis J.Presl & C.Presl
934. Rubus mollissimus W.M.Rogers
935. Rubus moluccanus L.
936. Rubus monensis W.C.Barton & Ridd.
937. Rubus montanus Lib. ex Lej.
938. Rubus montis-wilhelmii P.Royen
939. Rubus moorei F.Muell.
940. Rubus morganwgensis W.C.Barton & Ridd.
941. Rubus morifolius P.J.Müll.
942. Rubus mortensenii E.H.L.Krause
943. Rubus moschus Juz.
944. Rubus mougeotii Billot
945. Rubus moylei W.C.Barton & Ridd.
946. Rubus mucronatiformis (Sudre) W.C.R.Watson
947. Rubus mucronatoides Ley ex W.M.Rogers
948. Rubus mucronipetalus P.J.Müll.
949. Rubus mucronulatus Boreau
950. Rubus muenteri T.Marsson
951. Rubus muhelicus Danner
952. Rubus multibracteatus Boulay & Pierrat
953. Rubus multifidus Boulay & Malbr.
954. Rubus multisetosus T.T.Yu & L.T.Lu
955. Rubus muricola Sennen
956. Rubus muridens A.Beek
957. Rubus murrayi Sudre
958. Rubus mus A.Beek
959. Rubus myricae Focke
960. Rubus nagasawanus Koidz.
961. Rubus naldrettii (J.W.White) W.C.R.Watson
962. Rubus nanitauricus Juz.
963. Rubus naumannii Schön
964. Rubus neanias A.Beek
965. Rubus neerlandicus A.Beek
966. Rubus negatus A.Beek
967. Rubus × neglectus Peck
968. Rubus nelliae A.Beek
969. Rubus nelsonii Rydb.
970. Rubus nemoralis P.J.Müll.
971. Rubus nemorensis Lefèvre & P.J.Müll.
972. Rubus nemorosoides H.E.Weber
973. Rubus nemorosus Hayne & Willd.
974. Rubus neoebudicus Guillaumin
975. Rubus × neogardicus Juz.
976. Rubus neomalacus Sudre
977. Rubus neopyramidalis Nyár.
978. Rubus neoviburnifolius L.T.Lu & Boufford
979. Rubus nepalensis (Hook.f.) Kuntze
980. Rubus nesiotes Focke
981. Rubus neumannianus H.E.Weber & Vannerom
982. Rubus newbouldianus Rilstone
983. Rubus newbouldii Bab.
984. Rubus newbridgensis W.C.Barton & Ridd.
985. Rubus newtonii Ballantyne
986. Rubus × nigakuma Oka & Naruh.
987. Rubus nigricatus P.J.Müll. & Lefèvre
988. Rubus nigricaulis Prokh.
989. Rubus × nikaii Ohwi
990. Rubus nishimuranus Koidz.
991. Rubus nitidiformis Sudre
992. Rubus nivalis Douglas ex Hook.
993. Rubus niveoserpens Nyár.
994. Rubus niveus Thunb.
995. Rubus nobilissimus (W.C.R.Watson) Pearsall
996. Rubus nordicus (H.E.Weber & A.Pedersen) H.E.Weber
997. Rubus norvegicus H.E.Weber & A.Pedersen
998. Rubus norvicensis A.L.Bull & Edees
999. Rubus × novanglicus L.H.Bailey
1000. Rubus novoguineensis Merr. & L.M.Perry
1001. Rubus nubigenus Kunth
1002. Rubus nuptialis H.E.Weber
1003. Rubus nutkanus Moc. ex Ser.
1004. Rubus nyalamensis T.T.Yu & L.T.Lu
1005. Rubus oberdorferi H.E.Weber
1006. Rubus obesifolius W.C.R.Watson
1007. Rubus oblongifolius P.J.Müll. & Wirtg.
1008. Rubus oblongus T.T.Yu & L.T.Lu
1009. Rubus oboranus Sprib.
1010. Rubus obrosus P.J.Müll.
1011. Rubus obscuriflorus Edees & A.Newton
1012. Rubus obscurus Kaltenb.
1013. Rubus obtruncatus P.J.Müll.
1014. Rubus obtusangulus Gremli
1015. Rubus obvallatus Boulay & Gillot
1016. Rubus occidentalis L.
1017. Rubus occultiglans Meierott
1018. Rubus ochracanthus H.E.Weber & Sennikov
1019. Rubus ochraceus Cardot
1020. Rubus ochtodes Juz.
1021. Rubus ocnensis Nyár.
1022. Rubus odoratus L.
1023. Rubus oenensis H.E.Weber
1024. Rubus oenoxylon Juz.
1025. Rubus offensus P.J.Müll.
1026. Rubus × ohmineanus Koidz.
1027. Rubus × ohtakiensis Naruh.
1028. Rubus oigocladus P.J.Müll. & Lefèvre
1029. Rubus okinawensis Koidz.
1030. Rubus omalodontus P.J.Müll. & Wirtg.
1031. Rubus opacus Focke
1032. Rubus opiparus Nyár.
1033. Rubus orbus W.C.R.Watson
1034. Rubus ordovicum A.Newton
1035. Rubus oreades P.J.Müll. & Wirtg.
1036. Rubus orthocladoides Sudre
1037. Rubus orthosepalus Halácsy
1038. Rubus orthostachyoides H.E.Weber
1039. Rubus ossicus Juz.
1040. Rubus × ostensus Schmidely
1041. Rubus ostrinus Focke
1042. Rubus ostroviensis Sprib.
1043. Rubus × ostryifolius Rydb.
1044. Rubus ostumensis A.R.Molina
1045. Rubus ourosepalus Cardot
1046. Rubus ovatus Thuan
1047. Rubus oxyanchus Sudre
1048. Rubus pachychlamydeus (Sabr.) Sabr.
1049. Rubus pacificus Hance
1050. Rubus painteri Edees
1051. Rubus pallidifolius E.H.L.Krause
1052. Rubus pallidisetus Sudre
1053. Rubus pallidus Weihe
1054. Rubus palmatifolius Thuan
1055. Rubus palmatus Thunb.
1056. Rubus palmensis A.Hansen
1057. Rubus palmeri Rydb.
1058. Rubus panduratus Hand.-Mazz.
1059. Rubus paniculatus Sm.
1060. Rubus paniculatus Roxb.
1061. Rubus pannosus P.J.Müll. & Wirtg.
1062. Rubus papuanus Schltr. ex Diels
1063. Rubus paraguariensis (Chodat & Hassl.) Basualdo & Zardini
1064. Rubus parahebecarpus H.E.Weber
1065. Rubus pararosifolius F.P.Metcalf
1066. Rubus paratauricus Juz.
1067. Rubus parkeri Hance
1068. Rubus parthenocissus Trávn. & Holub
1069. Rubus parviaraliifolius Hayata
1070. Rubus parvifolius L.
1071. Rubus parvulipetalus Sudre
1072. Rubus parvus Buchanan
1073. Rubus pascuorum W.C.R.Watson
1074. Rubus pascuus L.H.Bailey
1075. Rubus passaviensis Žila
1076. Rubus passionis A.Beek & K.Meijer
1077. Rubus patuliformis Sudre
1078. Rubus patulus P.J.Müll. & Lefèvre
1079. Rubus pauanus Mon.-Huelin
1080. Rubus paucidentatus T.T.Yu & L.T.Lu
1081. Rubus × paxii Focke
1082. Rubus pectinarioides H.Hara
1083. Rubus pectinaris Focke
1084. Rubus pectinellus Maxim.
1085. Rubus pedatifolius Genev.
1086. Rubus pedatus Sm.
1087. Rubus pedemontanus Pinkw.
1088. Rubus pedersenii Martensen & H.E.Weber
1089. Rubus pedica Matzke-Hajek
1090. Rubus pedunculosus D.Don
1091. Rubus peltatus Maxim.
1092. Rubus penduliflorus C.Y.Wu ex T.T.Yu & L.T.Lu
1093. Rubus peninsulae Rilstone
1094. Rubus pensilvanicus Poir.
1095. Rubus pentagonus Wall.
1096. Rubus peratticus Samp.
1097. Rubus percrispus D.E.Allen & R.D.Randall
1098. Rubus perdemissus H.E.Weber & Martensen
1099. Rubus perdigitatus A.Newton
1100. Rubus perdurus Holuby & Borbás ex Sabr.
1101. Rubus perfulvus Merr.
1102. Rubus × pergratus Blanch.
1103. Rubus pericrispatus Holub & Trávn.
1104. Rubus perlongus H.E.Weber & W.Jansen
1105. Rubus × permixtus Blanch.
1106. Rubus permundus W.C.R.Watson
1107. Rubus perneggensis (Hayek) Fritsch
1108. Rubus perpedatus Žila & H.E.Weber
1109. Rubus perperus H.E.Weber
1110. Rubus perplexus P.J.Müll. ex Wirtg.
1111. Rubus perrieri H.Lév.
1112. Rubus perrobustus Holub
1113. Rubus persanimontis Nyár.
1114. Rubus persicinus A.Kern.
1115. Rubus persicus Boiss.
1116. Rubus peruncinatus (Sudre) Juz.
1117. Rubus peruvianus Fritsch
1118. Rubus pervalidus Edees & A.Newton
1119. Rubus pervirescens Sudre
1120. Rubus petnicensis Nyár.
1121. Rubus petri Fritsch
1122. Rubus pfuhlianus Sprib.
1123. Rubus phaeocarpus W.C.R.Watson
1124. Rubus phengodes Focke
1125. Rubus phoenicacanthus A.Beek
1126. Rubus phoenicolasius Maxim.
1127. Rubus phylloglotta (Frid.) Å.Gust.
1128. Rubus phyllophorus Lefèvre & P.J.Müll.
1129. Rubus phyllostachys P.J.Müll.
1130. Rubus picearum (A.Beek) A.Beek
1131. Rubus piceetorum Juz.
1132. Rubus picticaulis H.E.Weber
1133. Rubus pictorum Edees
1134. Rubus pierratii Boulay
1135. Rubus pileatus Focke
1136. Rubus piletostachys Godr. & Gren.
1137. Rubus pilifer Sudre
1138. Rubus pilocarpus Gremli
1139. Rubus pilulifer Focke
1140. Rubus pinnatisepalus Hemsl.
1141. Rubus pinnatus Willd.
1142. Rubus pirifolius Sm.
1143. Rubus placidus H.E.Weber
1144. Rubus planus A.Beek
1145. Rubus platyacanthus P.J.Müll. & Lefèvre
1146. Rubus platybelus Sudre
1147. Rubus platycephalus Focke
1148. Rubus platyphyllus K.Koch
1149. Rubus platysepalus Hand.-Mazz.
1150. Rubus playfairianus Hemsl. ex Focke
1151. Rubus pliocenicus (W.C.R.Watson) Edees & A.Newton
1152. Rubus pluribracteatus L.T.Lu & Boufford
1153. Rubus plymensis (Focke) Edees & A.Newton
1154. Rubus podophylloides Sudre
1155. Rubus podophyllus P.J.Müll.
1156. Rubus poliodes W.C.R.Watson
1157. Rubus poliophyllus Kuntze
1158. Rubus polonicus Weston
1159. Rubus polyadenus Cardot
1160. Rubus polyanthemus Lindeb.
1161. Rubus polyodontus Hand.-Mazz.
1162. Rubus polyoplus W.C.R.Watson
1163. Rubus ponticus (Focke) Juz.
1164. Rubus porotoensis R.A.Graham
1165. Rubus porphyrocaulis A.Newton
1166. Rubus porphyromallos Focke
1167. Rubus portae-moravicae Holub & Trávn.
1168. Rubus portuensis Samp.
1169. Rubus posnaniensis Sprib.
1170. Rubus posoniensis Sabr.
1171. Rubus potentilloides W.E.Evans
1172. Rubus pottianus H.E.Weber
1173. Rubus powellii W.M.Rogers
1174. Rubus praealpinus Hayek
1175. Rubus praeceptorum A.Beek
1176. Rubus praecox Bertol.
1177. Rubus praedatus Schmidely
1178. Rubus praestans H.E.Weber
1179. Rubus praetextus Sudre
1180. Rubus praticolor A.Beek
1181. Rubus prei (Sudre) Prain
1182. Rubus preissmannii Halácsy
1183. Rubus preptanthus Focke
1184. Rubus pringlei Rydb.
1185. Rubus prionatus (Sudre) Y.Hesl.-Harr.
1186. Rubus probabilis L.H.Bailey
1187. Rubus probativus L.H.Bailey
1188. Rubus probus L.H.Bailey
1189. Rubus procerus P.J.Müll. ex Boulay
1190. Rubus proiectus A.Beek
1191. Rubus prolongatus Boulay & Letendre
1192. Rubus promachonicus A.Beek
1193. Rubus prosper L.H.Bailey
1194. Rubus proximus Sudre
1195. Rubus pruinifer Sudre
1196. Rubus pruinosus Arrh.
1197. Rubus pseudargenteus H.E.Weber
1198. Rubus pseudincisior H.E.Weber
1199. Rubus pseudoacer Makino
1200. Rubus × pseudochingii Naruh. & H.Masaki
1201. Rubus pseudodoftanensis Nyár.
1202. Rubus pseudofagifolius Huan C.Wang
1203. Rubus pseudogravetii Sudre
1204. Rubus pseudojaponicus Koidz.
1205. Rubus pseudolusaticus G.H.Loos
1206. Rubus pseudopileatus Cardot
1207. Rubus pseudoplinthostylus W.C.R.Watson
1208. Rubus pseudopsis Gremli
1209. Rubus × pseudoyoshinoi Naruh. & H.Masaki
1210. Rubus psilander A.Beek
1211. Rubus psilops A.Beek & K.Meijer
1212. Rubus ptilocarpus T.T.Yu & L.T.Lu
1213. Rubus puberulus Meierott
1214. Rubus pubescens Raf.
1215. Rubus pugiunculosus Matzke-Hajek
1216. Rubus pulcher P.J.Müll. & Lefèvre
1217. Rubus pulchricaulis Plieninger
1218. Rubus pullifolius W.C.R.Watson
1219. Rubus pumilus Focke
1220. Rubus pungens Cambess.
1221. Rubus purbeckensis W.C.Barton & Ridd.
1222. Rubus purchasianus W.M.Rogers
1223. Rubus putneiensis W.C.R.Watson
1224. Rubus pydarensiformis D.E.Allen
1225. Rubus pydarensis Rilstone
1226. Rubus pygmaeopsis Focke
1227. Rubus pygmaeus Weihe
1228. Rubus pyramidalis Kaltenb.
1229. Rubus pyramidatus P.J.Müll.
1230. Rubus quadicus (Sabr.) Beck
1231. Rubus questieri Lefèvre & P.J.Müll.
1232. Rubus quinquefoliolatus T.T.Yu & L.T.Lu
1233. Rubus racemosus Roxb.
1234. Rubus radicans Cav.
1235. Rubus radula Weihe ex Boenn.
1236. Rubus radulicaulis Sudre
1237. Rubus raduliformis Sudre
1238. Rubus raduloides (W.M.Rogers) Sudre
1239. Rubus ramosus A.Bloxam ex Briggs
1240. Rubus randolphiorum L.H.Bailey
1241. Rubus ranftii H.E.Weber
1242. Rubus raopingensis T.T.Yu & L.T.Lu
1243. Rubus rariglandulosus Nyár.
1244. Rubus raunkiaeri (Frid.) Gust.
1245. Rubus × recurvicaulis Blanch.
1246. Rubus reflexus Ker Gawl.
1247. Rubus refractus H.Lév.
1248. Rubus regillus Ley
1249. Rubus renifrons Sabr.
1250. Rubus rhodopsis Sabr. ex Fritsch
1251. Rubus rhombicus H.E.Weber
1252. Rubus rhombifolius Weihe
1253. Rubus rhytidophyllus H.E.Weber
1254. Rubus × ribifolius Siebold & Zucc.
1255. Rubus ribisoideus Matsum.
1256. Rubus richteri Halácsy
1257. Rubus riddelsdellii Rilstone
1258. Rubus rigidus Sm.
1259. Rubus rilstonei W.C.Barton & Ridd.
1260. Rubus riograndis L.H.Bailey
1261. Rubus riparius W.C.Barton ex A.Newton
1262. Rubus ripuaricus Matzke-Hajek
1263. Rubus rivularis Wirtg. & P.J.Müll.
1264. Rubus × rixosus L.H.Bailey
1265. Rubus roberti Matzke-Hajek
1266. Rubus robiae (W.C.R.Watson) A.Newton
1267. Rubus roetensis Waisb.
1268. Rubus rolfei S.Vidal
1269. Rubus romanicus Nyár.
1270. Rubus rosaceus Weihe
1271. Rubus rosanthus Lindeb.
1272. Rubus rosellus Sudre
1273. Rubus roseus Poir.
1274. Rubus rosifolius Sm.
1275. Rubus rossensis A.Newton
1276. Rubus rotundifoliatus Sudre
1277. Rubus rotundifolius (Bab.) A.Bloxam
1278. Rubus royenii Kalkman
1279. Rubus rubicundus P.J.Müll. & Wirtg.
1280. Rubus rubiginosus P.J.Müll.
1281. Rubus ruborensis Matzke-Hajek
1282. Rubus rubriflorus Purchas
1283. Rubus rubrisetoides Hormuz.
1284. Rubus rubrisetulosus Cardot
1285. Rubus rubristamineus Nyár.
1286. Rubus rubristylus W.C.R.Watson
1287. Rubus rubritinctus W.C.R.Watson
1288. Rubus × ruderalis Kupcsok
1289. Rubus rudis Weihe
1290. Rubus rufescens Lefèvre & P.J.Müll.
1291. Rubus rufus Focke
1292. Rubus rugosifolius G.H.Loos
1293. Rubus rugosus Sm.
1294. Rubus runssorensis Engl.
1295. Rubus ruprechtii Juz.
1296. Rubus rusbyi Britton
1297. Rubus rydbergianus L.H.Bailey
1298. Rubus sagittarius Ridd.
1299. Rubus salisburgensis Focke ex Caflisch
1300. Rubus salteri Bab.
1301. Rubus saltuum Focke ex Gremli
1302. Rubus salwinensis Hand.-Mazz.
1303. Rubus salzmannii W.Maurer
1304. Rubus sampaioanus Sudre ex Samp.
1305. Rubus sanctae-hildegardis Matzke-Hajek
1306. Rubus sandwicensis H.Lév.
1307. Rubus sapidus Schltdl.
1308. Rubus saxatilis L.
1309. Rubus saxicola P.J.Müll.
1310. Rubus saxigenus Sudre
1311. Rubus saxonicus Her.Hofmann
1312. Rubus saxosus Nyár.
1313. Rubus scaber Weihe
1314. Rubus scabripes Genev.
1315. Rubus scabrosus P.J.Müll.
1316. Rubus scenoreinus Juz.
1317. Rubus schefferi Focke
1318. Rubus scheffleri Engl.
1319. Rubus schenkii Hruby
1320. Rubus scheutzii Lindeb. ex F.Aresch.
1321. Rubus schiedeanus Steud.
1322. Rubus schlechtendalii Weihe ex Link
1323. Rubus schlechtendaliiformis H.E.Weber
1324. Rubus schleicheri Weihe ex Tratt.
1325. Rubus schlickumii Wirtg.
1326. Rubus schmidelioides A.Cunn.
1327. Rubus schmidelyanus Sudre
1328. Rubus schnedleri H.E.Weber
1329. Rubus schorleri (Artzt & Her.Hofmann) H.E.Weber
1330. Rubus schottii Pohl ex Focke
1331. Rubus schultzii Ripart ex P.J.Müll.
1332. Rubus schumacheri (Ade) Matzke-Hajek
1333. Rubus schummelii Weihe
1334. Rubus scidularum A.Beek
1335. Rubus sciocharis (Sudre) W.C.R.Watson
1336. Rubus sciophilus Lefèvre & P.J.Müll.
1337. Rubus scissus W.C.R.Watson
1338. Rubus scoticus (W.M.Rogers & Ley) Edees
1339. Rubus seciurensis Nyár.
1340. Rubus seebergensis Pfuhl ex Sprib.
1341. Rubus segontii A.Newton & M.Porter
1342. Rubus sellowii Cham. & Schltdl.
1343. Rubus semecarpinifolius Sudre
1344. Rubus semibracteosus Sudre
1345. Rubus × semicaucasicus Sudre
1346. Rubus semiglaber (W.M.Rogers) W.C.R.Watson
1347. Rubus × seminepalensis Naruh.
1348. Rubus semirivularis Sudre
1349. Rubus sempernitens D.E.Allen & Margetts
1350. Rubus senchalensis H.Hara
1351. Rubus sendtneri Progel
1352. Rubus sengorensis Grierson & D.G.Long
1353. Rubus senticosus Köhler ex Weihe
1354. Rubus septentrionalis W.C.R.Watson
1355. Rubus septifolius H.E.Weber
1356. Rubus sericophyllus P.J.Müll. & Wirtg. ex Focke
1357. Rubus serpens Weihe ex Lej. & Courtois
1358. Rubus serrae Soldano
1359. Rubus setchuenensis Bureau & Franch.
1360. Rubus setosus Bigelow
1361. Rubus severinensis Nyár.
1362. Rubus shihae F.P.Metcalf
1363. Rubus sieboldii Blume
1364. Rubus siekensis Banning ex G.Braun
1365. Rubus sierrae Laferr.
1366. Rubus sikkimensis Hook.f.
1367. Rubus silesiacus Weihe
1368. Rubus silurum (Ley) Ley
1369. Rubus silvae-norticae M.Lepí & P.Lepí
1370. Rubus silvaticus Weihe & Nees
1371. Rubus simplex Focke
1372. Rubus sinosudrei H.Lév.
1373. Rubus slatinensis Nyár.
1374. Rubus slavonicus Király, Trávn. & Žíla
1375. Rubus slesvicensis Lange
1376. Rubus smithii Backer
1377. Rubus sneydii Edees
1378. Rubus solvensis W.Maurer
1379. Rubus sons L.H.Bailey
1380. Rubus sorbicus H.E.Weber
1381. Rubus sorsogonensis Elmer
1382. Rubus spadix W.C.R.Watson
1383. Rubus spananthus Ze M.Wu & Z.L.Cheng
1384. Rubus sparsiflorus J.F.Macbr.
1385. Rubus spectabilis Pursh
1386. Rubus speculans K.Meijer
1387. Rubus speculatus Matzke-Hajek
1388. Rubus spiculus K.Meijer
1389. Rubus spina-curva Boulay & Gillot
1390. Rubus spinulatus Boulay
1391. Rubus spinulosoides F.P.Metcalf
1392. Rubus spissifolius Sudre
1393. Rubus splendidissimus H.Hara
1394. Rubus splendidus P.J.Müll. & Lefèvre
1395. Rubus splendiflorus Sudre
1396. Rubus sprengelii Weihe
1397. Rubus sprengeliusculus (Frid. & Gelert) H.E.Weber
1398. Rubus squarrosus Fritsch
1399. Rubus stanneus W.C.Barton & Ridd.
1400. Rubus stans Focke
1401. Rubus steneoacanthus P.J.Müll. & Lefèvre
1402. Rubus stenopetalus Lefèvre & P.J.Müll.
1403. Rubus stenophyllidium Juz.
1404. Rubus stereacanthos P.J.Müll. ex Boulay
1405. Rubus steudneri Schweinf.
1406. Rubus stevenii Juz.
1407. Rubus stimulans Focke
1408. Rubus stimulifer Plien.
1409. Rubus stipulosus T.T.Yu & L.T.Lu
1410. Rubus stohrii H.E.Weber & Ranft
1411. Rubus stormanicus H.E.Weber
1412. Rubus striaticaulis Plieninger
1413. Rubus styriacus Halácsy
1414. Rubus suavifolius Gremli
1415. Rubus subaculeatus Borbás ex Fritsch
1416. Rubus subcanus P.J.Müll. ex Boulay
1417. Rubus subcarpinifolius (W.M.Rogers ex Ridd.) Ridd.
1418. Rubus subcoreanus T.T.Yu & L.T.Lu
1419. Rubus subcoriaceus Nyár.
1420. Rubus subincertus Samp.
1421. Rubus subinermoides Druce
1422. Rubus subinopertus T.T.Yu & L.T.Lu
1423. Rubus subintegribasis Druce
1424. Rubus subopacus (Sudre ex Bouvet) D.E.Allen
1425. Rubus subornatus Focke
1426. Rubus subpygmaeopsis Sprib.
1427. Rubus subspicatus Hauman
1428. Rubus subtauricus Juz.
1429. Rubus subtercanens W.C.R.Watson
1430. Rubus subtibetanus Hand.-Mazz.
1431. Rubus subtiliaceus (Frid.) H.E.Weber & Martensen
1432. Rubus subvillicaulis Nyár.
1433. Rubus subvillosus Sudre
1434. Rubus suecicus H.E.Weber & Karlsson
1435. Rubus sueviacus Sudre
1436. Rubus suevicola H.E.Weber
1437. Rubus sulcatus Vest
1438. Rubus sumatranus Miq.
1439. Rubus sundaicus Blume
1440. Rubus supinus Sabr.
1441. Rubus surrectus K.Meijer
1442. Rubus surrejanus W.C.Barton & Ridd.
1443. Rubus × suspiciosus Menezes
1444. Rubus swinhoei Hance
1445. Rubus sylvulicola Progel ex Utsch
1446. Rubus tabanimontanus Figert
1447. Rubus taitoensis Hayata
1448. Rubus taiwanicola Koidz. & Ohwi
1449. Rubus takhtadjanii Mulk.
1450. Rubus tamarensis A.Newton
1451. Rubus tamdaoensis T.H.Nguyên & Yakovlev
1452. Rubus tardus W.C.R.Watson
1453. Rubus tarnensis Sudre
1454. Rubus taronensis C.Y.Wu ex T.T.Yu & L.T.Lu
1455. Rubus tauni Schnedler & H.Grossh.
1456. Rubus tauricus Schltdl. ex Juz.
1457. Rubus tavensis A.Newton & M.Porter
1458. Rubus × tawadanus Koidz.
1459. Rubus taxandriae Vannerom ex A.Beek
1460. Rubus tenuiarmatus Lees
1461. Rubus tenuispinosus Nyár.
1462. Rubus tephrodes Hance
1463. Rubus teregovensis Nyár.
1464. Rubus tereticaulis P.J.Müll.
1465. Rubus teretiusculus Kaltenb.
1466. Rubus thalassarctos A.Beek
1467. Rubus thelybatos Focke ex Caflisch
1468. Rubus thessalus Halácsy
1469. Rubus thibetanus Franch.
1470. Rubus thomsonii Focke
1471. Rubus × thuillieri Poir. ex Steud.
1472. Rubus thuringensis Metsch
1473. Rubus thurstonii Rilstone
1474. Rubus thyrsiflorus Weihe
1475. Rubus thyrsigeriformis (Sudre) D.E.Allen
1476. Rubus tiliaceus Sm.
1477. Rubus tiliaster H.E.Weber
1478. Rubus timballagravii P.J.Müll. ex Boulay
1479. Rubus tinifolius C.Y.Wu ex T.T.Yu & L.T.Lu
1480. Rubus tomentellus Ripart ex Genev.
1481. Rubus tonkinensis F.Bolle
1482. Rubus topitzii Halácsy ex Topitz
1483. Rubus × toyorensis Koidz.
1484. Rubus tozawae Nakai ex J.Y.Yang
1485. Rubus trachypus Boulay & Gillot
1486. Rubus transmontanus Samp. ex Cout.
1487. Rubus transvaliensis Gust.
1488. Rubus transvestitus Matzke-Hajek
1489. Rubus × tranzschelii Juz.
1490. Rubus trelleckensis Edees & A.Newton
1491. Rubus tresidderi Rilstone
1492. Rubus treutleri Hook.f.
1493. Rubus triangularis (Ley) Edees
1494. Rubus trichanthus A.Beek
1495. Rubus tricolor Focke ex Prain
1496. Rubus trifidus Thunb.
1497. Rubus trifoliatus Posp.
1498. Rubus trifoliolatus Suess.
1499. Rubus × trifrons Blanch.
1500. Rubus trigonus Kalkman
1501. Rubus trijugus Focke
1502. Rubus trilobus Ser.
1503. Rubus trinovantium A.L.Bull
1504. Rubus trivialis Michx.
1505. Rubus troiensis A.Newton
1506. Rubus troitzkyi Juz.
1507. Rubus × trux Ashe
1508. Rubus tsangii Merr.
1509. Rubus tsangiorum Hand.-Mazz.
1510. Rubus tubanticus A.Beek
1511. Rubus tumidus Gremli
1512. Rubus tumulorum Rilstone
1513. Rubus turkestanicus (Regel) Pavlov
1514. Rubus turneri W.C.R.Watson
1515. Rubus turritus Edees
1516. Rubus ubericus Matzke-Hajek
1517. Rubus uhdeanus Focke
1518. Rubus ulmifolius Schott
1519. Rubus uncinatus P.J.Müll.
1520. Rubus undabundus Juz.
1521. Rubus urbionicus Mon.-Huelin
1522. Rubus ursinus Cham. & Schltdl.
1523. Rubus urticifolius Poir.
1524. Rubus utchinensis Koidz.
1525. Rubus utshansuensis Juz.
1526. Rubus vaccarum Nyár.
1527. Rubus vadalis A.Beek
1528. Rubus vagabundus Samp.
1529. Rubus vagensis A.Newton & M.Porter
1530. Rubus vallicola P.J.Müll.
1531. Rubus vallisparsus Sudre
1532. Rubus vaniloquus A.Schumach. ex H.E.Weber
1533. Rubus vanwinkelii A.Beek & Vannerom
1534. Rubus varvicensis Edees
1535. Rubus vastus (Sabr.) Hayek
1536. Rubus velox L.H.Bailey
1537. Rubus venetorum D.E.Allen
1538. Rubus venosus W.Maurer
1539. Rubus verae-crucis Rydb.
1540. Rubus vernus Focke
1541. Rubus verticalis Hormuz.
1542. Rubus vestitifolius Fritsch ex Halácsy
1543. Rubus vestitus Weihe
1544. Rubus vigoi Roselló, Peris & Stübing
1545. Rubus vigursii Rilstone
1546. Rubus vikensis A.Pedersen ex G.Wendt
1547. Rubus villarsianus Focke ex Gremli
1548. Rubus villicauliformis A.Newton
1549. Rubus villosior A.L.Bull
1550. Rubus vindobonensis Sabr. & Heinr.Braun
1551. Rubus vindomensis D.E.Allen
1552. Rubus viridescens (W.M.Rogers) T.A.W.Davis
1553. Rubus viscosus Weihe ex Lej. & Courtois
1554. Rubus vitifolius Cham. & Schltdl.
1555. Rubus volkensii Engl.
1556. Rubus vratnensis Holub
1557. Rubus vulcanicola (Donn.Sm.) Rydb.
1558. Rubus waddellii D.E.Allen
1559. Rubus wahlbergii Arrh.
1560. Rubus wallichianus Wight & Arn.
1561. Rubus walsemannii H.E.Weber
1562. Rubus walteri H.E.Weber & H.Grossh.
1563. Rubus wangii F.P.Metcalf
1564. Rubus wardii Merr.
1565. Rubus warrenii Sudre
1566. Rubus watsonii W.H.Mills
1567. Rubus wawushanensis T.T.Yu & L.T.Lu
1568. Rubus weberbaueri Focke
1569. Rubus wedgwoodiae W.C.Barton & Ridd.
1570. Rubus weizensis W.Maurer
1571. Rubus wessbergii A.Pedersen & Walseman
1572. Rubus wilsonii Duthie ex J.H.Veitch
1573. Rubus wilsonii Duthie
1574. Rubus winteri (P.J.Müll. ex Focke) A.Först.
1575. Rubus wirralensis A.Newton
1576. Rubus × wisconsinensis L.H.Bailey
1577. Rubus wittigianus H.E.Weber
1578. Rubus wittingii Halácsy
1579. Rubus wolleydodii (Sudre) W.C.R.Watson
1580. Rubus wushanensis T.T.Yu & L.T.Lu
1581. Rubus wuzhianus L.T.Lu & Boufford
1582. Rubus xanthocarpus Bureau & Franch.
1583. Rubus xanthoneurus Focke
1584. Rubus xichouensis T.T.Yu & L.T.Lu
1585. Rubus xiphophorus H.E.Weber
1586. Rubus yanyunii Y.T.Chang & L.Y.Chen
1587. Rubus × yatabei Focke
1588. Rubus × yenosimanus Koidz.
1589. Rubus yingjiangensis Huan C.Wang
1590. Rubus yiwuanus W.P.Fang
1591. Rubus yoshinoi Koidz.
1592. Rubus yuliensis Y.C.Liu & F.Y.Lu
1593. Rubus yunanicus Kuntze
1594. Rubus zangezurus Mulk.
1595. Rubus zhaogoshanensis T.T.Yu & L.T.Lu